# Vrh pri Višnji Gori
Vrh pri Višnji Gori – wieś w Słowenii, w gminie Ivančna Gorica. W 2018 roku liczyła 149 mieszkańców.